# Mare de Déu de l'Alegria
La Mare de Déu de l'Alegria és una església gòtica de Tiana (Maresme), catalogada com a bé cultural d'interès local.

## Història
Era l'antic temple parroquial de Tiana, consagrat el 1104 i refet el segle xvi en estil gòtic, si bé molt reformat i ampliat al segle xviii (sobre la llinda de la porta principal hi ha inscrita la data de 1729.

## Descripció
Es tracta d'una petita església de només una nau de planta rectangular amb un absis poligonal. A l'esquerra hi ha el campanar de planta quadrada, la base del qual està ficada a dins l'església. La part alta, on s'obren uns finestrals ogivals, està coronada amb merlets i una teulada amb quatre vessants molt inclinats, fruit d'alguna reforma posterior.
La façana, molt retocada, fuig de l'estil gòtic i és d'una absoluta simplicitat: un òcul a la part superior, i una porta amb la llinda i els brancals de pedra. Hi ha annexos posteriors a la part dreta de l'edifici, especialment unes torretes llanternes d'estil barroc. Les pintures murals que ornamenten l'interior del temple són obra d'Ignasi Maria Serra i Goday del 1970.